# 中央駅 (釜山広域市)
中央駅（チュンアンえき）は、大韓民国釜山広域市中区にある、釜山交通公社1号線の駅。駅番号は112。

## 歴史
- 1987年5月15日 - 1号線当駅 - ポムネゴル間延伸に伴い、中央洞駅として開業。
- 1990年2月28日 - 西大新洞（現・西大新）- 当駅間開通により、途中駅となる。
- 2007年12月 - 副駅名「グリーン火災」を追加。
- 2008年7月 - 副駅名を「グリーン損害保険」に変更。
- 2010年2月24日 - 駅名を中央駅に改称。
- 2012年末 - 副駅名を削除。
- 2013年
  - 9月上旬 - リニューアル工事開始。
  - 9月下旬 - リニューアル工事終了。

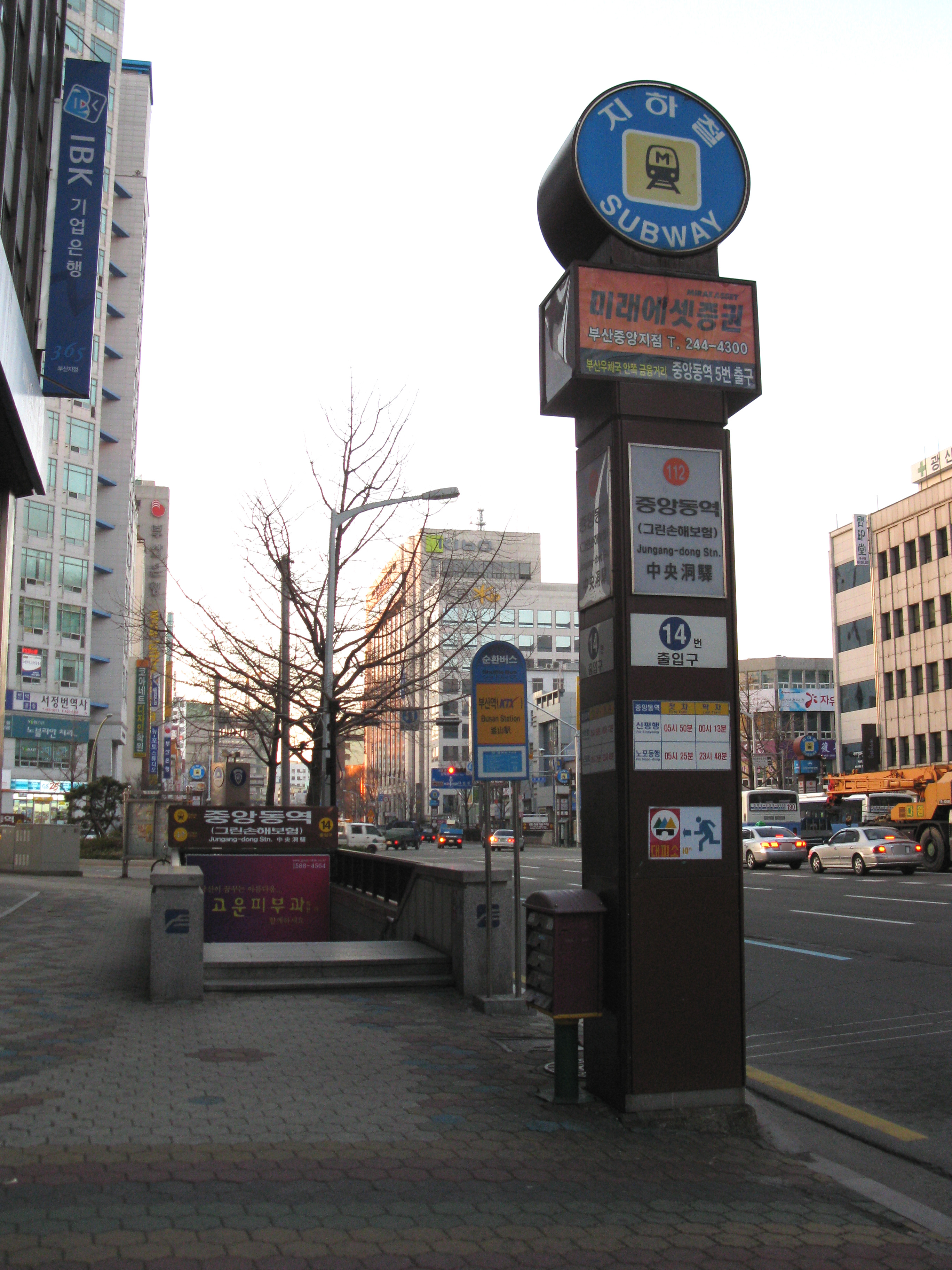
改称前の14番出入口（2009年2月）
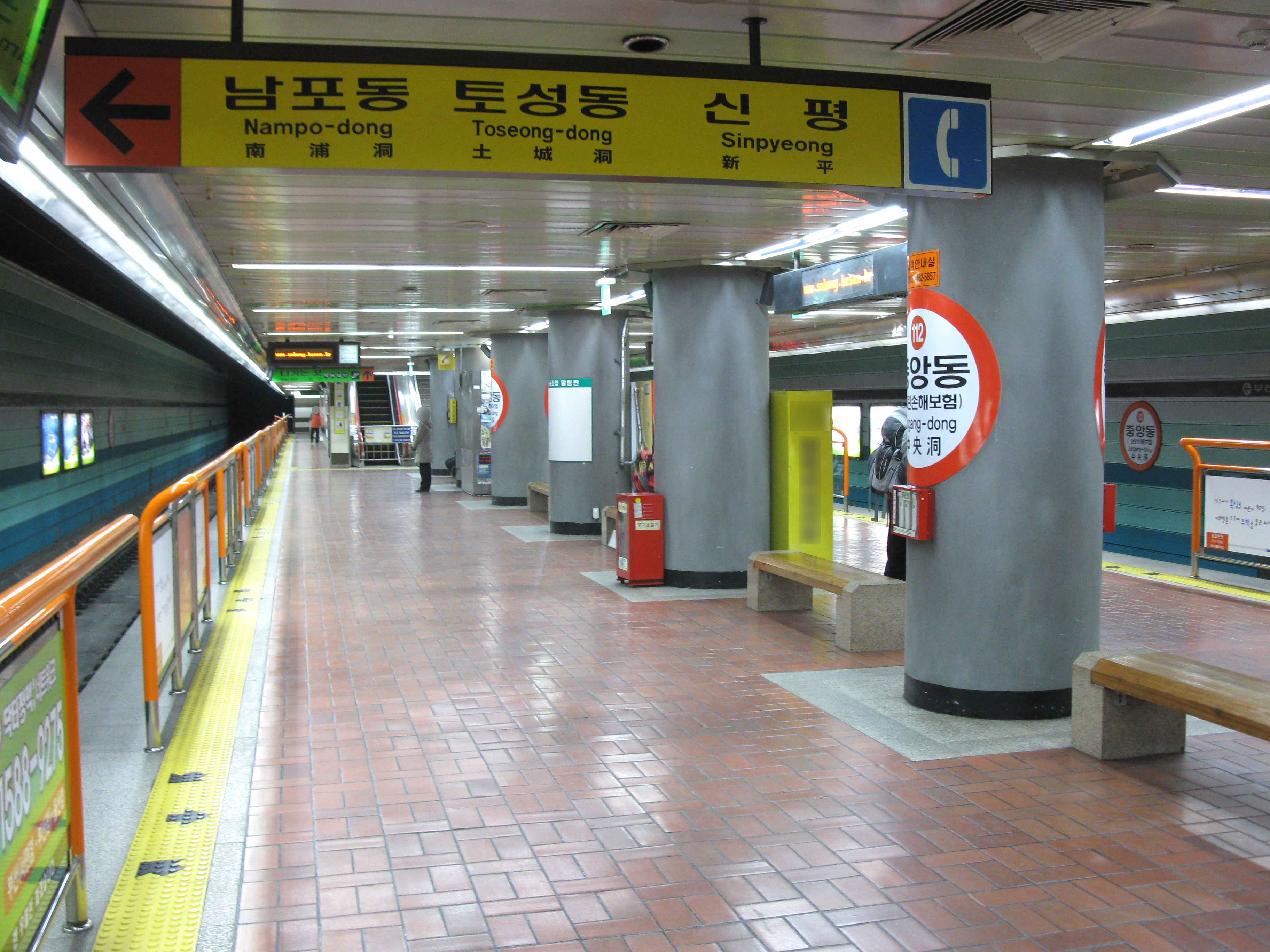
改称前のホーム（2009年2月）
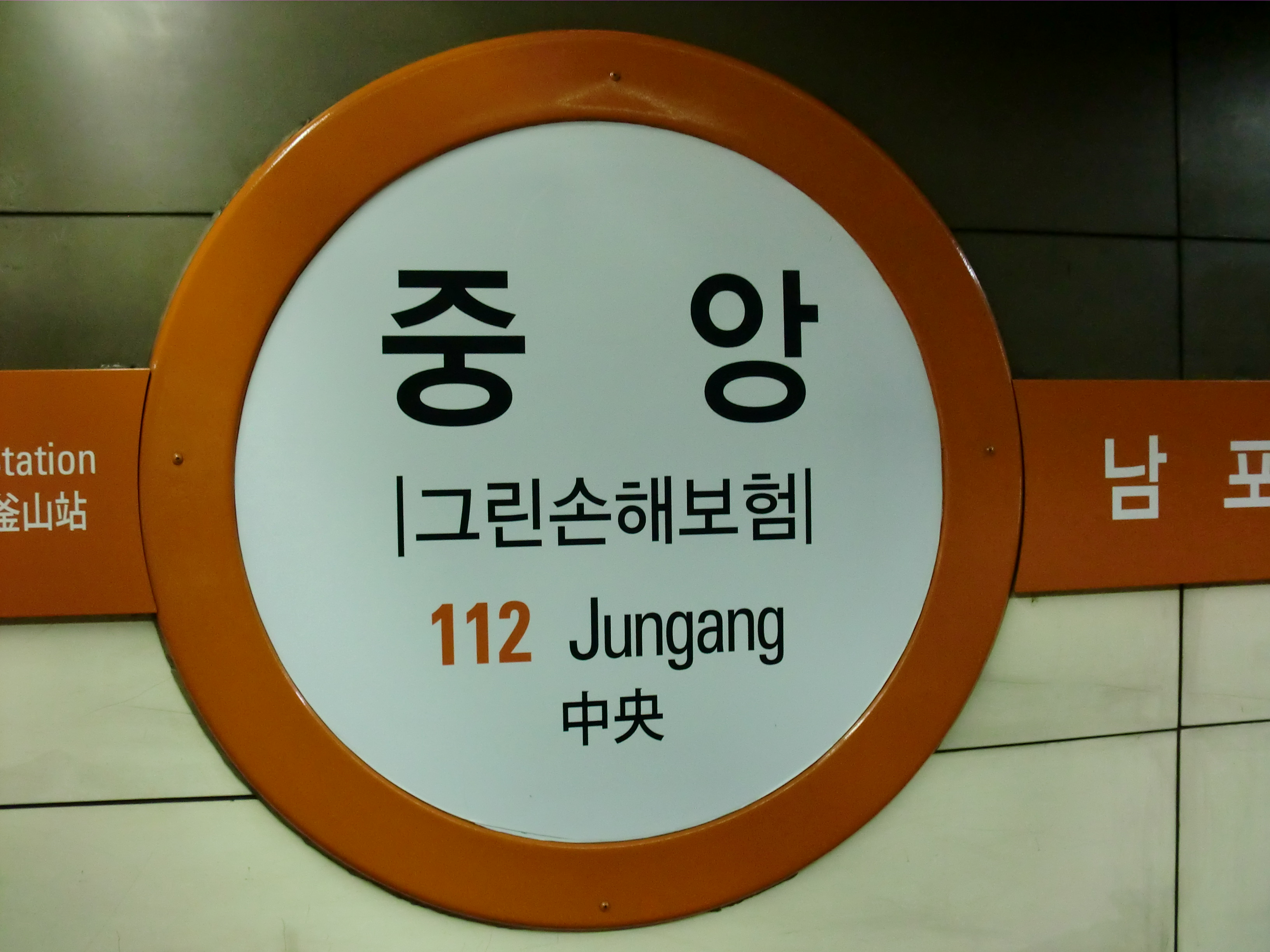
副駅名設定時の駅名標

## 駅構造
島式ホーム1面2線を有する地下駅で、スクリーンタイプのホームドアが設置されている。出入口は16箇所に設けられている。

### のりば
| 上り | 1号線 | 多大浦海水浴場方面 |
| 下り | 1号線 | 老圃方面           |

## 駅周辺
- 龍頭山公園
- 釜山港
  - 釜山出入国管理事務所
  - 沿岸旅客ターミナル
- 国民健康保険公団中釜山支社
- 証券先物取引所
- 釜山出入国管理事務所
- 食品医薬品安全処釜山地方食品医薬品庁
- 韓国貿易保険公社釜山支社
- 釜山本部税関
- 釜山中部警察署
- 中部消防署
- 中央洞行政福祉センター
- 南星女子高等学校
- 釜山郵便局
- 外国人サービスセンター
- 釜山近代歴史館
- 白山記念館
- 釜山貿易会館
- アシアナ航空釜山支店
- 中央日報釜山支社
- 東亜日報釜山支社
- 国民銀行釜山中央駅支店
- 山口銀行釜山支店
- 平和放送釜山局
- 大韓聖公会釜山司教座台大聖堂
- カトリック教会釜山教区第2司教座聖堂中央大聖堂
- ロッテ百貨店光復店
- ロッテマート光復店
- 東横INN釜山中央駅

## 隣の駅
釜山交通公社
 1号線
南浦駅 (111) - 中央駅 (112) - 釜山駅駅 (113)